# Wojciech Zaleski
Wojciech Zaleski (ur. 17 kwietnia 1906, zm. 23 października 1961) – polski polityk nacjonalistyczny, współzałożyciel Obozu Narodowo-Radykalnego, działacz Konfederacji Narodu.

## Młodość
Zaleski urodził się w Cesarstwie Rosyjskim 17 kwietnia 1906 r. Studiował na Uniwersytecie Lwowskim oraz Uniwersytecie Jagiellońskim, uzyskując w 1928 r. stopień magistra, a w 1931 r. doktora praw. Miał wówczas 25 lat. Jego specjalnością były nauki ekonomiczne. Wiele pisał na tematy społeczno-ekonomiczne na łamach prasy narodowo-demokratycznej i branżowej. Od 1931 do 1933 r. był nawet sekretarzem Komisji Ekonomicznej Stronnictwa Narodowego. Jednak wraz z upływem czasu coraz bardziej oddalał się od tej partii, podobnie jak znacząca część pokolenia młodzieży narodowej, do którego należał.

## Rewolucjonista
14 kwietnia 1934 powstał Obóz Narodowo-Radykalny. Wojciech Zaleski był jednym z jego ośmiu "ojców-założycieli", którzy złożyli swe podpisy pod historyczną Deklaracją ONR-u. Był wówczas uznanym autorytetem wśród narodowych radykałów i autorem programu ekonomicznego tej organizacji. W 1937 r. wydał manifest pt. "Polska bez Proletaryatu" (Biblioteka Społeczno-Ekonomiczna ABC, Warszawa 1937), będący streszczeniem polityki ekonomicznej proponowanej przez ONR. Pisał w nim o trzeciej drodze rozwoju gospodarczego Polski, poza kapitalizmem i komunizmem.
Swoje tezy Zaleski rozwijał na łamach prasy narodowo-radykalnej, zwłaszcza Nowego Ładu i ABC.
W 1938 roku objął funkcję redaktora naczelnego poczytnego dziennika ABC. Według niektórych źródeł w tym czasie zmienił jednak polityczne barwy, opuszczając ONR-ABC i wiążąc się z małą ale głośną organizacją Falanga pod przywództwem Bolesława Piaseckiego.

## Konspirator
Po wrześniu 1939 Zaleski zaangażował się w działalność ruchu oporu. Wstąpił do narodowo-radykalnej organizacji "Pobudka", która w 1941 roku scaliła się z kilkoma innymi grupami oporu tworząc Konfederację Narodu.
Przybrał konspiracyjny pseudonim: "Szarecki". Jako szef Wydziału Programowego znalazł się w ścisłym kierownictwie KN. Był odpowiedzialny za opracowywanie materiałów programowych organizacji, wydawanie książek i broszur. Jednocześnie pisał w prasie konspiracyjnej i wydał autorską broszurę pt. Siła gospodarcza Nowej Polski (Warszawa 1942, pod pseudonimem "Mieczysław z Głogowa"). Roztaczał w niej wizję gospodarki polskiej ujętej w ramy filozofii uniwersalistycznej, będącej koncepcją ideową lansowaną przez KN.

## Emigracja
Wraz z zajęciem Polski przez Sowietów wielotysięczne rzesze Polaków opuszczały kraj, uciekając na Zachód przed komunistycznym terrorem. Był wśród nich także Wojciech Zaleski. W roku 1946 został wykładowcą (jako docent historii gospodarczej) na uniwersytecie uchodźczym UNRRA w Monachium. Dużo pisał. Do 1949 wydawał własny miesięcznik "Universum". W tymże roku ukazała się jego nowa książka pt. Plan Marshalla w gospodarce dwóch kontynentów. Od 1951 r. mieszkał w Paryżu. Pracował tam jako rzeczoznawca w ECA – amerykańskiej agencji rządowej administrującej Planem Marshalla. Należał jednocześnie do komitetu redakcyjnego paryskiego Ośrodka Badań Europy Środkowej. Aktywnie uczestniczył w życiu naukowym Paryża. W 1952 roku ukazała się jego kolejna książka pt. The Party System. W 1954 roku rozpoczął współpracę z polską sekcją Radia Madryt. Rok później został jej kierownikiem. Jednocześnie kontynuował pracę pisarską i publicystyczną, współpracując z licznymi polskimi ("Kultura", "Życie") i zagranicznymi ("Estudios Sobre el Communismo", "Orientale Europea") czasopismami. W 1959 r. rozpoczął współpracę z głośnym i kontrowersyjnym, post-endeckim miesięcznikiem "Horyzonty". Od wczesnej młodości cierpiał na gruźlicę. Z tego powodu jego pracę przerywały częste wyjazdy lecznicze do sanatoriów.
W 1961 roku ukazało się największe dzieło jego życia - książka Tysiąc lat naszej wspólnoty. Społeczne i gospodarcze dzieje narodu polskiego w zarysie (Veritas, Londyn 1961).
Wojciech Zaleski zmarł 23 października 1961 roku w Madrycie. Tam też został pochowany.